# Robert Leuthner
Robert Leuthner (* 27. März 1906 in Ludwigshafen am Rhein; † nach 1971) war ein deutscher Verwaltungsjurist und Landrat.

## Leben
Nach dem Abitur am 9. April 1924 studierte Robert Leuthner Rechtswissenschaften an der Ludwig-Maximilians-Universität München und legte am 13. Februar 1928 die erste juristische Staatsprüfung ab. Der dreijährige Vorbereitungsdienst (Referendariat) führte ihn zum Amtsgericht Ludwigshafen, Landgericht Frankenthal sowie zur Stadtverwaltung Ludwigshafen und zum Bezirksamt Ludwigshafen. Am 28. Juli 1931 folgte das Große juristische Staatsexamen mit anschließender Beschäftigung als Vertreter verschiedener Ludwigshafener Anwälte. Am 1. Februar 1932 erhielt er eine Anstellung als Assessor bei der Regierung in Speyer, später in gleicher Funktion beim Bezirksamt Zweibrücken und beim Bezirksamt Neustadt an der Aisch, bevor er dort am 1. August 1933 zum Regierungsrat ernannt und Vertreter des Bezirksamtsvorstands wurde. 1935 kam er zum Reichskommissar für das Saarland in Saarbrücken. Am 1. Januar 1939 erhielt er die Ernennung zum Landrat des Landkreises Kusel. Im Juli 1941 wurde er abgeordnet als Landrat im Landkreis Metz im besetzten Frankreich. Bereits einen Monat später musste er bis Ende August 1942 Kriegsdienst leisten und kam anschließend als Landrat nach Metz zurück. Anfang des Jahres 1945 wurde er mit der Wahrnehmung der Geschäfte des Landrats in Bergzabern beauftragt. 
Leuthner war zum 1. März September in die NSDAP (Mitgliedsnummer 293.882) und später in die SA eingetreten. Zur SS kam er 1933 (SS-Nummer 163.917) und war dort Hauptsturmführer.
Im Entnazifizierungsverfahren wurde er am 24. Mai 1948 durch die Spruchkammer Friedberg in Oberbayern in die Gruppe IV (Mitläufer) eingestuft. Diese Entscheidung wurde durch Verfügung des Landeskommissars für politische Säuberung in Rheinland-Pfalz revidiert. 
So fand Leuthner Beschäftigung bei einer Wohnungsbaugesellschaft, deren Leitender Geschäftsführer er wurde. 1971 ging er als Bausparkassen-Geschäftsführer in Neustadt in den Ruhestand.